# 鼓西街道
鼓西街道是中国福建省福州市鼓楼区中部的一个街道办事处，辖区位于西湖附近。辖区内有福州第三中学西湖校区。

## 行政区划
鼓西街道下辖6个社区：
梦山社区、西湖社区、陆庄社区、保定社区、后县社区和达明社区。
1. ↑  . 中华人民共和国国家统计局. 2023 （中文（中国大陆））.[]